# Ronaldo Lupo
Ronaldo Lupovici, conhecido na vida artística como Ronaldo Lupo, nasceu em Campinas, no dia 18 de dezembro de 1913.

## Vida e Carreira
Ronaldo Lupovici nasceu no Rio de Janeiro em 18 de dezembro de 1913, tendo origem judaica.
Sua carreira de compositor teve início em 1934, quando Gastão Formenti gravou na Victor o samba canção Samba da Saudade, que fez muito sucesso, e Moacyr Bueno Rocha, na Columbia, gravou a valsa canção Feliz de quem vive na Ilusão, e a canção blue, Sonhei, ambas em parceria com Saint-Clair Sena.
Em meados dos anos 1950, Ronaldo Lupo criou Genival, um malandro carioca que só se dava bem na vida e, interpretando esse personagem, fez diversos filmes e shows. O ator faleceu no Rio de Janeiro no dia 18 de agosto de 2005.